# العلاقات الأنغولية السويسرية
العلاقات الأنغولية السويسرية هي العلاقات الثنائية التي تجمع بين أنغولا وسويسرا.

## مقارنة بين البلدين
هذه مقارنة عامة ومرجعية للدولتين:
| وجه المقارنة                                              | أنغولا           | سويسرا                                                                                      |
| --------------------------------------------------------- | ---------------- | ------------------------------------------------------------------------------------------- |
| المساحة (كم2)                                             | 1.25 مليون       | 41.28 ألف                                                                                   |
| عدد السكان (نسمة)                                         | 29.78 مليون      | 8.21 مليون                                                                                  |
| الكثافة السكانية (ن./كم²)                                 | 23.82            | 198.89                                                                                      |
| العاصمة                                                   | لواندا           | برن                                                                                         |
| اللغة الرسمية                                             | اللغة البرتغالية | اللغة الألمانية، اللغة الإيطالية، لغة فرنسية، اللغة الرومانشية، الألمانية السويسرية الموحدة |
| العملة                                                    | كوانزا أنغولي    | فرنك سويسري                                                                                 |
| الناتج المحلي الإجمالي (بليون دولار)                      | 124.21 مليار     | 678.89 مليار                                                                                |
| الناتج المحلي الإجمالي (تعادل القوة الشرائية) بليون دولار | 184.83 مليار     | 518.07 مليار                                                                                |
| الناتج المحلي الإجمالي الاسمي للفرد دولار أمريكي          | 4.10 ألف         | 80.94 ألف                                                                                   |
| الناتج المحلي الإجمالي للفرد دولار أمريكي                 |                  | 59.54 ألف                                                                                   |
| مؤشر التنمية البشرية                                      | 0.533            | 0.930                                                                                       |
| رمز المكالمات الدولي                                      | +244             | +41                                                                                         |
| رمز الإنترنت                                              | .ao              | .ch، .swiss ‏                                                                                |
| المنطقة الزمنية                                           | ت ع م+01:00      | توقيت وسط أوروبا، ت ع م+01:00، ت ع م+02:00، أوروبا/زيورخ ‏                                   |

## منظمات دولية مشتركة
يشترك البلدان في عضوية مجموعة من المنظمات الدولية، منها:
| علم المنظمة | اسم المنظمة                        | تاريخ انضمام أنغولا | تاريخ انضمام سويسرا |
| ----------- | ---------------------------------- | ------------------- | ------------------- |
|             | البنك الإفريقي للتنمية             | ?                   | ?                   |
|             | منظمة الشرطة الجنائية الدولية      | ?                   | ?                   |
|             | منظمة التجارة العالمية             | ?                   | ?                   |
|             | منظمة حظر الأسلحة الكيميائية       | ?                   | ?                   |
|             | مؤسسة التمويل الدولية              | 19 سبتمبر 1989      | 29 مايو 1992        |
|             | يونسكو                             | 11 مارس 1977        | 28 يناير 1949       |
|             | البنك الدولي للإنشاء والتعمير      | 19 سبتمبر 1989      | 29 مايو 1992        |
|             | مؤسسة التنمية الدولية              | 19 سبتمبر 1989      | 29 مايو 1992        |
|             | الأمم المتحدة                      | 1 ديسمبر 1976       | 10 سبتمبر 2002      |
|             | وكالة ضمان الاستثمار متعدد الأطراف | 19 سبتمبر 1989      | 12 أبريل 1988       |
|             | الاتحاد الدولي للاتصالات           | 13 أكتوبر 1976      | 1866                |
|             | الاتحاد البريدي العالمي            | ?                   | ?                   |

## أعلام
هذه قائمة لبعض الشخصيات التي تربطها علاقات بالبلدين:
- أنتونيو دومينيك (لاعب كرة قدم سويسري، 25 يوليو 1994[21] – )
- ديريك كوتيسا (لاعب كرة قدم سويسري، 6 ديسمبر 1997[22] – )
- سيفاس ماليلي (لاعب كرة قدم سويسري، 8 يناير 1994 – )
- كلينت كابيلا (لاعب كرة سلة سويسري، 18 مايو 1994 – )
- نيفتالي مانزامبي (لاعب كرة قدم سويسري، 23 أبريل 1997[23] – )

## وصلات خارجية
- موقع وزارة الخارجية الأنغولية
- موقع وزارة الخارجية السويسرية